# Sneakers
A Sneakers dán könnyűzenei együttes.

## Története
A zenekart 1979 májusában alakították Koppenhágában. Kezdetben Morten Kærså billentyűs, Jacob Andersen ütőhangszeres, Moussa Diallo basszusgitáros, Klaus Menzer dobos és Poul Halberg gitáros voltak a tagjai. Halberg fél év után távozott a formációból, hogy megalakítsa a Halberg-Larsen duót Mona Larsennel. 1980-ban Sanne Salomonsen is csatlakozott hozzájuk mint énekes. Első nagylemezüket 1980 júliusában rögzítették és ugyanazon év októberben adták ki. Ekkoriban Diallo kilépett a zenekarból, helyére Christian Dietl érkezett. Az áttörést az 1981 szeptemberében megjelent Sui-Sui című nagylemezük jelentette számukra.
Működésük során összesen négy nagylemezt jelentettek meg, majd 1985 februárjában oszlottak fel. Az 1980-as évek második felében válogatáslemezeket is megjelentettek. 1998-ban és 2012-ben egy rövid időbe újra összeálltak. Legnépszerűbb dalaik közé tartozik a Sui-Sui és a Woodoo. Sanne Solomonsen az együttes feloszlását követően szólókarrierbe kezdett, Kærså pedig a Moonjam együttes zenekarvezetője lett.

## Tagok
- Morten Kærså: billentyűsök és vokál (1979–1985)
- Sanne Salomonsen: ének (1979–1985)
- Klaus Menzer: dob (1979–1985)
- Jacob Andersen: ütőhangszerek (1979–1985)
- Poul Halberg: gitár (1979–1980)
- Moussa Diallo: basszusgitár (1979–1980)
- Mikkel Nordsø: gitár (1980–1985)
- Christian Dietl: basszusgitár (1980–1985)

## Diszkográfia

### Studióalbumok
- 1980: Sneakers
- 1981: Sui-Sui
- 1982: Rou'let
- 1984: Katbeat

### Válogatáslemezek
- 1988: Sneakers / Sui-Sui
- 1994: Totale
- 1997: Sneakers Greatest (2 CD)
- 2005: Woodoo
- 2005: Tag med mig
- 2005: De kender ikke Jimmi
- 2008: Sneakers & Sanne Salomonsen (3 CD)
- 2008: Dejlige danske ... (2 CD)